# Pseudopaguristes araeos
Pseudopaguristes araeos is een tienpotigensoort uit de familie van de Diogenidae. De wetenschappelijke naam van de soort is voor het eerst geldig gepubliceerd in 2007 door Rahayu.